# Indophyllia macassarensis
Indophyllia macassarensis is een rifkoralensoort uit de familie van de Mussidae. De wetenschappelijke naam van de soort is voor het eerst geldig gepubliceerd in 1987 door Best & Hoeksema.